# キャラクタマシン
キャラクタマシン（キャラクタ指向マシン）は、8ビット未満（多くの場合）のサイズの「キャラクタ」で文字を表現し（キャラクタ (コンピュータ)#初期のコンピュータを参照。以下「字」とする）、主記憶が字単位でアドレス付けされている（キャラクタアドレッシング）か4字ないし6字程度を1ワードとしていて、（ワード単位の演算を得意とするワードマシンに対し）字単位の処理を得意とするコンピュータである。
System/360でバイトマシンが一般的になるより前の、事務処理用コンピュータにはキャラクタマシンが多かった。
1ワード=36ビットのコンピュータでは、文字コードをあらわすキャラクタを6ビットとし、36ビット=6キャラクタすなわち6文字までの短い文字列を効率的に扱える、というものがあった。あるいは、データ部6ビットに加え2ビットの制御ビットがあって、制御ビットをタグのように利用して、文字列のような可変長データや任意長整数のハードウェアサポートがあるものもあった。これらは、前述のようなワードマシンが科学技術計算用で高価・高性能であったのに対し、事務処理における数値計算を比較的低コストなマシンで効率的に行えるという利点となった。